# カニーリョ教区
カニーリョ(Canillo)教区は、アンドラ公国の教区の一つである。